# Gran Premi de Gran Bretanya del 1999
Resultats del Gran Premi de la Gran Bretanya de Fórmula 1 de la temporada 1999, disputat al circuit de Silverstone l'11 de juliol del 1999.

## Resultats
| Pos | No | Pilot                 | Equip                  | Voltes | Temps/ Retirada  | Pos. de sortida | Punts |
| --- | -- | --------------------- | ---------------------- | ------ | ---------------- | --------------- | ----- |
| 1   | 2  | David Coulthard       | McLaren - Mercedes     | 60     | 1h 32' 30. 1     | 3               | 10    |
| 2   | 4  | Eddie Irvine          | Ferrari                | 60     | + 1.829 s        | 4               | 6     |
| 3   | 6  | Ralf Schumacher       | Williams - Supertec    | 60     | + 27.411 s       | 8               | 4     |
| 4   | 8  | Heinz-Harald Frentzen | Jordan - Mugen - Honda | 60     | + 27.789 s       | 5               | 3     |
| 5   | 7  | Damon Hill            | Jordan - Mugen - Honda | 60     | + 38.606 s       | 6               | 2     |
| 6   | 12 | Pedro Diniz           | Sauber - Petronas      | 60     | + 53.643 s       | 12              | 1     |
| 7   | 9  | Giancarlo Fisichella  | Benetton - Playlife    | 60     | + 54.614 s       | 17              |       |
| 8   | 16 | Rubens Barrichello    | Stewart - Ford         | 60     | + 1' 08.590 min. | 7               |       |
| 9   | 19 | Jarno Trulli          | Prost - Peugeot        | 60     | + 1' 12.045 min. | 14              |       |
| 10  | 10 | Alexander Wurz        | Benetton - Playlife    | 60     | + 1' 12.123 min. | 18              |       |
| 11  | 5  | Alessandro Zanardi    | Williams - Supertec    | 60     | + 1' 17.124 min. | 13              |       |
| 12  | 17 | Johnny Herbert        | Stewart - Ford         | 60     | + 1' 17.709 min. | 11              |       |
| 13  | 18 | Olivier Panis         | Prost - Peugeot        | 60     | + 1' 20.492 min. | 15              |       |
| 14  | 11 | Jean Alesi            | Sauber - Petronas      | 59     | + 1 Volta        | 10              |       |
| 15  | 21 | Marc Gené             | Minardi - Ford         | 58     | + 2 Voltes       | 22              |       |
| 16  | 15 | Toranosuke Takagi     | Arrows                 | 58     | + 2 Voltes       | 19              |       |
| Ret | 23 | Ricardo Zonta         | BAR - Supertec         | 41     | Suspensions      | 16              |       |
| Ret | 1  | Mika Häkkinen         | McLaren - Mercedes     | 35     | Rodes            | 1               |       |
| Ret | 22 | Jacques Villeneuve    | BAR - Supertec         | 29     | Palier           | 9               |       |
| Ret | 20 | Luca Badoer           | Minardi - Ford         | 6      | Caixa canvi      | 21              |       |
| Ret | 14 | Pedro de la Rosa      | Arrows                 | 0      | Caixa canvi      | 20              |       |
| Ret | 3  | Michael Schumacher    | Ferrari                | 0      | Prob. de frens   | 2               |       |

## Altres
- Pole: Mika Häkkinen 1' 24. 804

- Volta ràpida: Mika Häkkinen 1' 28. 309 (a la volta 28)